# Ploča (Aleksandrovac)
Pour les articles homonymes, voir Ploča.
Ploča (en serbe cyrillique : Плоча) est un village de Serbie situé dans la municipalité d'Aleksandrovac, district de Rasina. Au recensement de 2011, il comptait 343 habitants.

## Démographie
| 1948 | 1953 | 1961 | 1971 | 1981 | 1991 | 2002 | 2011 |
| ---- | ---- | ---- | ---- | ---- | ---- | ---- | ---- |
| 578  | 640  | 726  | 701  | 606  | 574  | 400  | 343  |

|  |